# Лю Юньфэн
Лю Юньфэн (кит. 劉 云峰; род. 3 августа 1979, Суйхуа, Хэйлунцзян) — китайский легкоатлет, специалист по спортивной ходьбе. Выступал за сборную КНР по лёгкой атлетике в 1996—2005 годах, победитель Кубка мира в командном зачёте, обладатель серебряной медали чемпионата мира среди юниоров, победитель и призёр первенств республиканского значения, участник летних Олимпийских игр в Афинах.

## Биография
Лю Юньфэн родился 3 августа 1979 года в городском округе Суйхуа провинции Хэйлунцзян.
Впервые заявил о себе на международном уровне в сезоне 1996 года, когда вошёл в состав китайской сборной и выступил на юниорском мировом первенстве в Сиднее, где в зачёте ходьбы на 10 000 метров стал четвёртым.
В 1998 году на юниорском мировом первенстве в Анси стал серебряным призёром в той же дисциплине, уступив только россиянину Роману Рассказову.
В 1999 году на Кубке мира по спортивной ходьбе в Мезидон-Канон занял 11-е место в личном зачёте 20 км и тем самым помог своим соотечественникам стать бронзовыми призёрами командного зачёта. На чемпионате мира в Севилье с результатом 1:31:26 закрыл двадцатку сильнейших.
В 2001 году был уличён в нарушении антидопинговых правил и получил двухлетнее отстранение.
По окончании срока дисквалификации возобновил спортивную карьеру и продолжил принимать участие в крупнейших международных стартах. Так, в 2004 году на Кубке мира в Наумбурге стал пятым в личном зачёте 20 км и выиграл командный зачёт. Благодаря череде удачных выступлений удостоился права защищать честь страны на летних Олимпийских играх в Афинах — в ходьбе на 20 км показал результат 1:27:21, расположившись в итоговом протоколе соревнований на 25-й строке.
В 2005 году на старте в Цыси установил свой личный рекорд в ходьбе на 20 км — 1:18:33, тогда как на чемпионате мира в Хельсинки с результатом 1:26:54 занял 28-е место.